# ماتسوئو دنزو

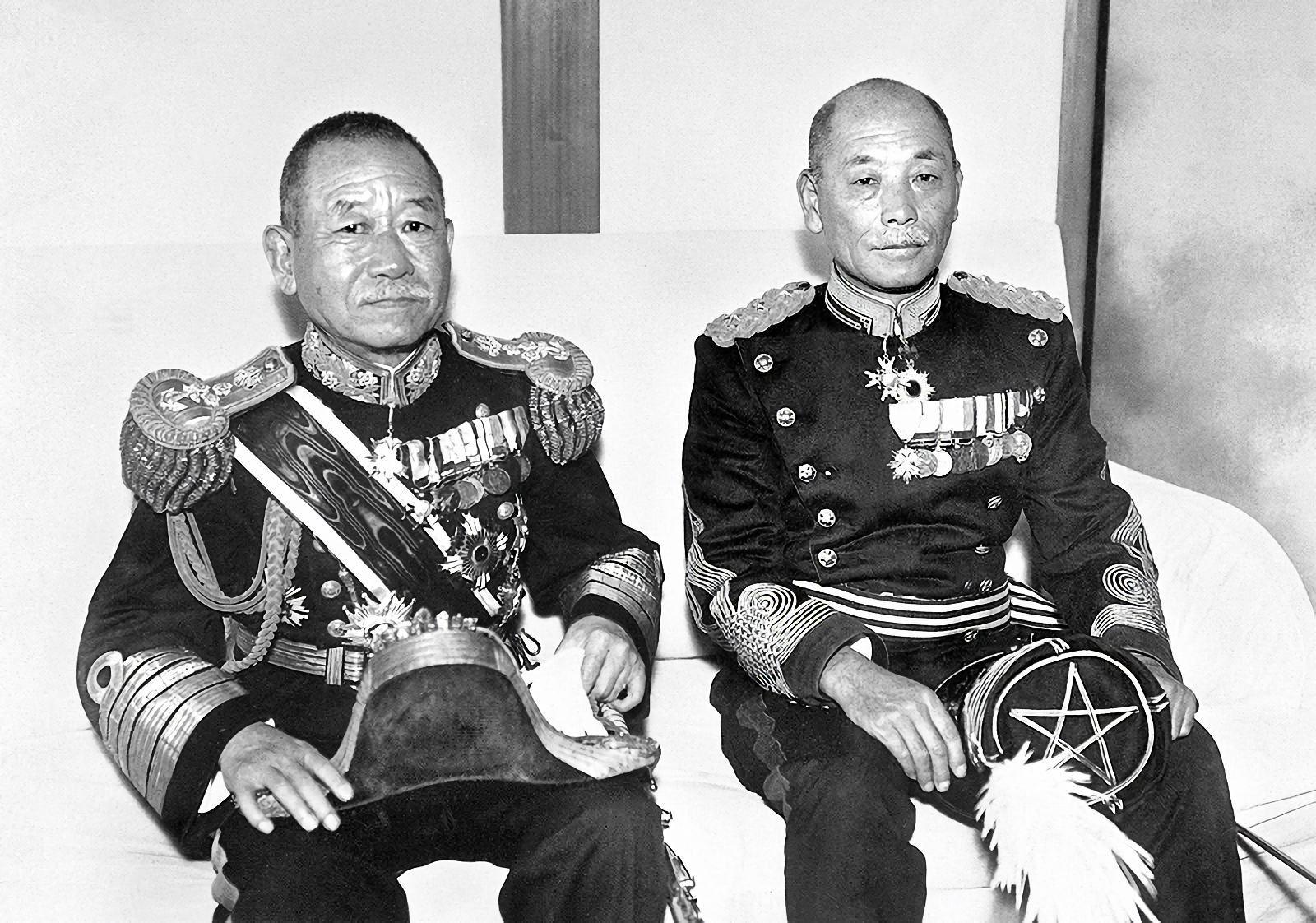
ماتسوئو دنزو سمت راست در کنار نخست‌وزیر ژاپن اوکادا کیسوکه، ۱ ژانویه ۱۹۳۶.

ماتسوئو دنزو (به ژاپنی: 尾 伝蔵 まつお でんぞう) (۱۸۷۲–۱۹۳۶) یک سرهنگ در نیروی زمینی امپراتوری ژاپن و شوهر خواهر کوچکتر اوکادا کیسوکه نخست‌وزیر ژاپن بود.

## حادثه ۲۶ فوریه
همسر ماتسوئو، خواهر کوچک اوکادا کیسوکه بود. هنگامی که برادر همسرش، اوکادا، در ژوئیه ۱۹۳۴ سی و یکمین نخست‌وزیر ژاپن شد، ماتسوئو به اوکادا پیشنهاد داد که در کنار او کار کند. ماتسوئو از کلیه دفاتر دولتی که مشغول به کار بود استعفا داد و و زندگی در دفتر نخست‌وزیر را به عنوان منشی آغاز کرد.
قبل از طلوع خورشید در ۲۶ فوریه ۱۹۳۶، هنگامی که حادثه ۲۶ فوریه رخ داد، ماتسوئو در دفتر نخست‌وزیر همراه با اوکادا بود. مسلسل‌های سنگین، مسلسل‌های سبک، تفنگ‌ها و سربازان مسلح به تپانچه هنگ یکم پیاده، به فرماندهی یاسوهیده کوریهارا، هایاشی هاچیرو و کاتسو تسوشیما، حدود ساعت ۵ صبح به محل اقامت رسمی نخست‌وزیر حمله کردند و چهار نگهبان را کشتند. پس از کشتن نگهبانان، آنها با یک مسلسل سنگین که در حیاط نصب شده بود، به ماتسوئو شلیک کرده او را کشتند. کوریهارا و دیگران ماتسوئو را در آن روز با نخست‌وزیر اشتباه گرفته بودند و فکر کرده بودند که نخست‌وزیر اوکادا را کشته‌اند. در حالیکه اوکادا هنگام خواب متوجه حمله شده و به سرعت پنهان در کمدی مخفی شده بود و با زحمت روز بعد توانسته بود فرار کند.
طبق نتایج کالبد شکافی پس از حادثه، حدود ۱۵ گلوله در بدن ماتسوئو وجود داشت و روی سینه و چانه نیز علائمی وجود داشت که با فروکردن سرنیزه در آن به وجود آمده بود.
مراسم خاکسپاری ماتسوئو در ۷ مارس ۱۹۳۶ در مدرسه ابتدایی آساهی در شهر فوکویی برگزار شد.
به احترام ماتسوئو که خود را فدای اوکادا کرد، نیم تنه ای در زمین بازی مدرسه ابتدایی برافراشته شد. از طرف دیگر، مجسمه اوکادا) که به عنوان نخست‌وزیر خدمت می‌کرد و برای جلوگیری و پایان جنگ اقیانوس آرام (جنگ بزرگ آسیای شرقی) تلاش می‌کرد، در پارک مرکزی، شهر فوکوئی نصب شد.